# Чемпіонат України з регбіліг
Чемпіонат України з регбіліг — змагання в Україні з регбіліг, започатковані з 2009 року. У першому чемпіонаті взяло участь 4 команди: 2 харківські — «Легіон XIII» і «УІПА» і 2 донецькі — «Тигри Донбасу» і «Тайфун». 
Сезон триває з квітня до листопада, із літньою перервою з липня до вересня. 
Від сезону 2017 року розпочато змагання в Українській Суперлізі регбіліг.

## Чемпіонат України
| Рік       | Золото                                  | Срібло                       | Бронза                                          |
| --------- | --------------------------------------- | ---------------------------- | ----------------------------------------------- |
| 2009      | «Легіон ХІІІ» (Харків)                  | «Тигри Донбасу» (Донецьк)    | «УІПА» (Харків)                                 |
| 2010      | «Легіон ХІІІ» (Харків)                  | «УІПА» (Харків)              | «Шторм» ДЮСШ-7 (Харків)                         |
| 2011      | «Легіон ХІІІ» (Харків)                  | «Шторм» ДЮСШ-7 (Харків)      | «УІПА» (Харків)                                 |
| Ліга І    |                                         |                              |                                                 |
| 2012      | «Легіон ХІІІ» (Харків)                  | «Тигри Донбасу» (Донецьк)    | «Носороги» (Кривий Ріг)                         |
| 2013      | «Легіон ХІІІ» (Харків)                  | «Тигри Донбасу» (Донецьк)    | «КІПУ» (Сімферополь)                            |
| 2014      | «Легіон ХІІІ – ШВСМ» (Харків)           | «Титан» (Донецьк)            | «КІПУ» (Сімферополь)                            |
| 2015      | «Легіон ХІІІ – ШВСМ» (Харків)           | «Сокіл» (Львів)              | «Корзо» (Ужгород) «Гірник-Кривбас» (Кривий Ріг) |
| Вища ліга |                                         |                              |                                                 |
| 2016      | «Легіон ХІІІ – ШВСМ» (Харків)           | «Сокіл» (Львів)              | «Київ-НУФВСУ» (Київ) «Корабел» (Миколаїв)       |
| Суперліга |                                         |                              |                                                 |
| 2017      | «Легіон ХІІІ – ШВСМ» (Харків)           | «Сокіл» (Львів)              | «Верес» (Рівне)                                 |
| 2018      | «Kharkiv Legion XIII – Giants» (Харків) | «Lviv Tigers» (Львів)        | «Kyiv Rhinos» (Київ)                            |
| 2019      | «Kharkiv Legion XIII» (Харків)          | «Lviv Tigers» (Львів)        | «Kyiv Rhinos» (Київ)                            |
| 2020      | «Kharkiv Legion XIII» (Харків)          | «Lviv Tigers» (Львів)        | «Kyiv Rhinos» (Київ)                            |
| 2021      | «Kharkiv Legion XIII» (Харків)          | «КІВС – Lviv Tigers» (Львів) | «Khmelnytskyi Eagles» (Хмельницький)            |
| 2022      |                                         |                              |                                                 |